# Peperomia gardneriana
Peperomia gardneriana är en pepparväxtart som beskrevs av Friedrich Anton Wilhelm Miquel. Peperomia gardneriana ingår i släktet peperomior, och familjen pepparväxter. Inga underarter finns listade i Catalogue of Life.